# Csáfordjánosfa
Csáfordjánosfa – wieś i gmina w północno-zachodniej części Węgier, w pobliżu miasta Sopron.
Miejscowość leży na obszarze Małej Niziny Węgierskiej, w pobliżu granicy austriackiej. Administracyjnie należy do powiatu Sopron-Fertőd, wchodzącego w skład komitatu Győr-Moson-Sopron.
Gmina Csáfordjánosfa w 2009 liczyła 214 mieszkańców i zajmowała obszar 5,28 km².